# 9251 Harch
A 9251 Harch (ideiglenes jelöléssel 4896 P-L) a Naprendszer kisbolygóövében található aszteroida. Cornelis Johannes van Houten, Ingrid van Houten-Groeneveld és Tom Gehrels fedezte fel 1960. szeptember 26-án.